# Население Донецкой Народной Республики
Население самопровозглашённой Донецкой Народной Республики — совокупность людей, проживающих на неподконтрольных Украине территориях Донецкой области.

## Переписи населения
С 1 по 14 октября 2019 года на территории, подконтрольной ДНР, прошла первая в истории ДНР перепись населения. В Минэкономразвития ДНР заявили, что окончательные итоги переписи будут опубликованы на официальном сайте Главстата до 31 марта 2021 года.

## Население
Численность постоянного населения:
| Населенный пункт                          | 2019               | 2022             |
| Городские советы                          | Городские советы   | Городские советы |
| ----------------------------------------- | ------------------ | ---------------- |
| Донецк (горсовет)                         | 943 770            | 915 442          |
| Горловка (горсовет)                       | 258 673            | 247 869          |
| Дебальцево (горсовет)                     | 25 123             | 24 929           |
| Докучаевск (горсовет)                     | 23 619             | 22 789           |
| Енакиево (горсовет)                       | 118 315            | 114 763          |
| Ждановка (горсовет)                       | 12 604             | 11 869           |
| Кировское (горсовет)                      | 27 427             | 27 032           |
| Макеевка (горсовет)                       | 370 487            | 358 293          |
| Снежное (горсовет)                        | 65 680             | 64 178           |
| Торез (горсовет)                          | 75 165             | 73 086           |
| Харцызск (горсовет)                       | 97 733             | 94 877           |
| Шахтёрск (горсовет)                       | 56 729             | 56 077           |
| Ясиноватая (горсовет)                     | 43 214             | 41 333           |
| Угледар (горсовет)                        | не контролировался | 14 432           |
| Волноваха (горсовет)                      | не контролировался | 95 805           |
| Мариуполь (горсовет, без учёта Мариуполя) | не контролировался | 41 196           |
| Районы                                    |                    |                  |
| Амвросиевский район                       | 42 413             | 40 920           |
| Новоазовский район                        | 29 500             | 29 476           |
| Старобешевский район                      | 47 797             | 46 501           |
| Тельмановский район                       | 14 511             | 14 689           |
| Шахтёрский район                          | 18 179             | 18 317           |
| Всего в ДНР                               | 2 270 930          | 2 202 440        |

## Динамика численности
|                     | Численность наличного населения Донецкой Народной Республики | Численность наличного населения Донецкой Народной Республики | Численность наличного населения Донецкой Народной Республики | Численность наличного населения Донецкой Народной Республики | Численность наличного населения Донецкой Народной Республики | Численность наличного населения Донецкой Народной Республики | Численность наличного населения Донецкой Народной Республики | Численность наличного населения Донецкой Народной Республики |
|                     | 01.II.2015                                                   | 1.I.2016                                                     | 1.I.2017                                                     | 1.I.2018                                                     | 1.I.2019                                                     | 1.I.2020                                                     | 1.I.2021                                                     | 1.I.2022                                                     |
| ------------------- | ------------------------------------------------------------ | ------------------------------------------------------------ | ------------------------------------------------------------ | ------------------------------------------------------------ | ------------------------------------------------------------ | ------------------------------------------------------------ | ------------------------------------------------------------ | ------------------------------------------------------------ |
| Всё население       | 2 322 532                                                    | ↘2 326 254                                                   | ↘2 306 263                                                   | ↘2 293 431                                                   | ↘2 276 573                                                   | ↘2 257 012                                                   | ↘2 235 406                                                   | ↘2 202 440                                                   |
| Городское население | 2 215 124                                                    | ↗2 225 085                                                   | ↘2 194 480                                                   | ↘2 182 433                                                   | ↘2 166 504                                                   | ↘2 147 988                                                   | ↘2 127 449                                                   | ↘2 095 874                                                   |
| Сельское население  | 107 408                                                      | ↗110 182                                                     | ↗111 783                                                     | ↘110 998                                                     | ↘110 069                                                     | ↘109 024                                                     | ↘107 957                                                     | ↘106 566                                                     |

## Естественное движение
Естественное движение
|                          | 2014   | 2015   | 2016   | 2017   |
| ------------------------ | ------ | ------ | ------ | ------ |
| Рождений                 | 17 531 | 9 162  | 11 771 | 11 800 |
| Рождаемость (‰)          | 7,55   | 3,94   | 5,10   | 5,15   |
| Смертей                  | 37 342 | 29 300 | 34 833 | 33 636 |
| Смертность (‰)           | 16,08  | 12,60  | 15,10  | 14,67  |
| Естественный прирост (‰) | -8,53  | -8,66  | -10,0  | -9,52  |

## Этно-языковой состав населения
По данным исследования Киевского международного института социологии, проведённого 8—16 апреля 2014 года, 33,4 % респондентов из Донецкой области не согласились с утверждением о том, что «Россия справедливо защищает интересы русскоязычных граждан на юго-востоке», 47,0 % — согласились. С утверждением о том, что «в Украине ущемляются права русскоязычного населения», не согласились 57,2 % опрошенных, согласились — 39,9 %. С утверждением о том, что в Донецкой области ущемляются права украиноязычного населения, не согласились 93,1 % респондентов, 5,4 % — согласились.
С 2014 года находящаяся под российской оккупацией часть Донецкой области подвергается русификации.
В сентябре 2015 года двумя российскими гуманитарными конвоями в ДНР завезли учебники под программы, унифицированные с российскими. В 2016 году перед началом учебного года министр образования ДНР Лариса Полякова сообщила о закрытии всех украинских классов в связи с «отсутствием желающих». С тех пор обучение во всех школах происходит на русском языке по отпечатанным в России учебникам и по российским учебным программам.
С 2017 года украинский язык исключён из списка обязательных предметов программы государственной итоговой аттестации (ГИА) школьников. В том же году власти ДНР заявили о полном переходе всех образовательных учреждений с украинского на русский язык обучения. Также в ДНР украинский язык практически не использовался в делопроизводстве органов власти.
2 декабря 2019 года на фоне нормандского саммита Денис Пушилин предложил отменить украинский язык как государственный. 6 марта 2020 года решение было единогласно поддержано Народным советом.
Россия проводит политику насильственной русификации на оккупированных ею территориях Донецкой области — в школах преподают только на русском языке даже в полностью украиноязычных населённых пунктах. Украинские учебники оказались под запретом, а желающие учиться на украинском вынуждены делать это втайне от оккупационных властей.

## Религиозный состав
Среди немногочисленных христиан-протестантов действуют официально зарегистрированные в ДНР: пятидесятники, баптисты, адвентисты седьмого дня, харизматы.
По аналогии с запретом свидетелей Иеговы в РФ, 2018 году деятельность Свидетелей Иеговы была запрещена на территории ДНР.
В ДНР также функционируют общины мусульман. 22 апреля 2022 года в городе Шахтёрске прошел учредительный съезд Духовного управления мусульман ДНР, которое было создано по лекалам региональных мухтасибатов ДУМ РФ (ДУМ ДНР даже стало именоваться Мухтасибатом Донбасса). В нём сохранился принцип двоевластия, существовавший в Духовном центре мусульман Украины. Есть пост председателя ДУМ ДНР (им стал Рашид Брагин) и мухтасиба (им избрали Рушана Таирова, работающего имамом в Соборной мечети Донецка и являющегося с 2018 года студентом заочного отделения Московского исламского института). ДУМ ДНР объявил о своем каноническом единстве с ДУМ РФ.